# Oratorio di Natale
L'Oratorio di Natale (in tedesco Weihnachtsoratorium), il cui titolo originale è Oratorium tempore Nativitatis Christi (BWV 248), è una delle più famose e più eseguite composizioni sacre di Johann Sebastian Bach.
In realtà non si tratta di un oratorio chiuso ma di un ciclo di sei cantate per il periodo natalizio del 1734/1735, cioè per gli allora tre giorni di festa di Natale (25, 26 e 27 dicembre; storia della nascita secondo S. Luca 2,1-20), il giorno di Capodanno (circoncisione e nominazione secondo S. Luca 2,21), la domenica dopo Capodanno (2 gennaio) e l'Epifania (6 gennaio; Visitazione dei Magi secondo S. Matteo 2,1-12).

## Storia
La musica dell'oratorio solo in parte fu composta ex novo da Bach. Il compositore prese alcuni cori e arie da opere profane che aveva composto in precedenza, tra cui le cantate di compleanno per la casa regnante sassone, BWV 213, 214 e 215. Probabilmente aveva in mente l'utilizzo futuro già durante la loro composizione. Per esempio il coro iniziale Jauchzet, frohlocket (Giubilate, esultate) deriva da quello della cantata di compleanno BWV 214 Tönet, ihr Pauken! Erschallet, Trompeten! (Suonate, voi timpani! Echeggiate trombe) da cui segue l'attacco dei timpani seguito dalle trombe. Molti testi dei corali sono da attribuire a Paul Gerhardt (1607-1676). Il linguaggio ricco d'immagini, di accenti sentimentali e psicologici delle arie, viene attribuito al pensiero pietista.
Riutilizzare dei brani con la tecnica della parodia non era raro ai tempi di Bach: occorre attendere il Romanticismo perché si affermi l'immagine del genio artistico originale che crea l'opera grande e unica sotto l'influsso di un'improvvisa ispirazione. Ancora a metà del XX secolo importanti musicisti ritenevano imbarazzante la composizione non originale dell'Oratorio di Natale. Questa opinione tuttavia non diminuì la popolarità dell'Oratorio di Natale, che ancora oggi è una delle opere di Bach più eseguite.

## Sinossi

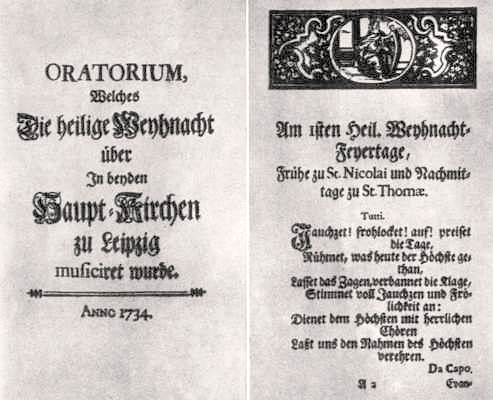
Libretto originale della prima esecuzione dell'Oratorio

### Prima parte:Jauchzet, frohlocket
- Originale per la parodia: Tönet, ihr Pauken! Erschallet, Trompeten! (BWV 214)

- Strumenti: soli, coro, 3 trombe, timpani, 2 flauti, 2 oboi, archi, basso continuo

- Contenuto:
nella prima cantata si racconta il periodo prima della nascita di Gesù. La cristianità loda il suo arrivo (Jauchzet, frohlocket) con timpani e trombe e il coro d'inizio. Poi racconta di Maria e Giuseppe che si recano a Betlemme per il censimento. Infine questa parte conclude con la nascita di Gesù.

### Seconda parte:Und es waren Hirten in derselben Gegend
- Strumenti: soli, coro, 2 flauti, 2 oboi d'amore, 2 oboi da caccia, archi, continuo

- Contenuto:
la seconda cantata tratta del messaggio della nascita di Gesù ai pastori. Nella notte appare l'angelo ai pastori spaventati e annuncia la nascita. Con voce da basso Dio ricorda la profezia del messia nel vecchio testamento. Un pastore invita ad andare a vedere il bambino e l'angelo indica la stalla. La seconda parte termina con canti di Maria, degli angeli e dei pastori.

In questa cantata si vede che Bach era interessato allo sviluppo di strumenti nuovi. Stimolava per esempio alla costruzione dell'oboe d'amore la cui bassa tonalità fino al LA e la cui campana tonda produce un suono cupo e particolarmente dolce. Nell'oboe da caccia si crea un suono più lucido, metallico grazie alla campana d'ottone. Esiste oggi soltanto come costruzione sperimentale alla quale corrisponde meglio l'oboe in FA.

### Terza parte:Herrscher des Himmels, erhöre das Lallen
- Originale per la parodia: Blühet ihr Linden, in Sachsen, wie Zedern! (BWV 214)

- Strumenti: soli, coro, 3 trombe, timpani, 2 flauti, 2 oboi d'amore, archi, continuo

- Contenuto:
la terza cantata conclude il racconto della notte di Natale con l'adorazione dei pastori nella stalla di Betlemme. Dopo la sparizione degli angeli i pastori si avviano per Betlemme e spargono la novella. Maria canta una seconda ninna nanna e l'evangelista racconta del ritorno allegro dei pastori. L'oratorio chiude con il coro iniziale.

### Quarta parte:Fallt mit Danken, fallt mit Loben
- Originale per la parodia: Lasst uns sorgen, lasst uns wachen (BWV 213)

- Strumenti: soli, coro, 2 corni, 2 oboi, archi, continuo

- Contenuto:
la quarta cantata inizia con un inno cantato da un coro e accompagnato dall'orchestra. Narra poi della circoncisione e nominazione di Gesù. Arie e recitativi esprimono il significato del nome e il voto di venerare Gesù.

Una particolarità musicale è la combinazione di recitativo e corale più il supporto degli archi in alcune parti della cantata e la presenza di un'eco nell'aria del soprano. 

### Quinta parte:Ehre sei dir, Gott, gesungen
- Strumenti: soli, coro, 2 oboi d'amore, archi, continuo

- Contenuto:
la quinta cantata racconta l'arrivo dei Re Magi dall'Oriente a Gerusalemme quando videro la stella che simboleggia la nascita del nuovo re dei Giudei. Il re Erode è agitato a questa notizia e raduna tutti i sacerdoti e scribi ebrei a cui chiede dove Cristo dovrebbe nascere: a Betlemme, come scrissero i profeti.

Le parole del coro dei Re Magi sono presenti in una sorta di dialogo con un recitativo contralto, ossia la voce di Maria. Oltre ad arie e corali vi è anche un terzetto per soprano, contralto e tenore accompagnato da violino solo e continuo. 

### Sesta parte:Herr, wenn die stolzen Feinde schnauben
- Strumenti: soli, coro, 3 trombe, timpani, 2 oboi d'amore, archi, continuo
- Contenuto:
nella sesta e ultima cantata per il giorno di Epifania Erode indica ai Re Magi da dove proviene la stella, ovvero da Betlemme dove essi giungono per adorare Gesù bambino e portare oro, incenso e mirra. In un sogno Dio comanda loro di non ritornare da Erode così i Re Magi tornano alla loro terra per un'altra strada.

## Prassi d'esecuzione
L'Oratorio di Natale viene rappresentato spesso in Germania dalla metà del XX secolo, anche se i cori laici possono arrivare al limite delle loro capacità. Normalmente si eseguono le parti da 1 a 3 o da 4 a 6 in un concerto, molte volte durante il periodo dell'avvento, quindi "prima" di Natale, al contrario di come previsto: questo deriva dalle modificate condizioni d'applicazione della musica sacra, che l'ha spostata dalla funzione liturgica a un ambito laico concertante. Il corretto ordine d'esecuzione è il seguente:
| Cantata | Brani | I esecuzione     | Festività                  | Evento                                 |
| ------- | ----- | ---------------- | -------------------------- | -------------------------------------- |
| 1       | 1~9   | 25 dicembre 1734 | Santo Natale               | Nascita di Gesù (Luca 2,1; 3-7)        |
| 2       | 10~23 | 26 dicembre 1734 | Santo Stefano              | Annuncio ai pastori (Luca 2, 8-14)     |
| 3       | 24~35 | 27 dicembre 1734 | I domenica dopo Natale     | Adorazione dei pastori (Luca 2, 15-20) |
| 4       | 36~42 | 1º gennaio 1735  | Anno nuovo                 | Imposizione del Nome (Luca 2, 21)      |
| 5       | 43~53 | 2 gennaio 1735   | I domenica dell'anno nuovo | Arrivo dei Re Magi (Matteo 2, 1-6)     |
| 6       | 54~64 | 6 gennaio 1735   | Epifania                   | Adorazione dei Magi (Matteo 2, 7-12)   |

## Discografia
- Oratorio di Natale, Richter/Janowitz/Wunderlich - 1994 Archiv Produktion
- Oratorio di Natale, Gardiner/Argenta/Otter/Bär - 1987 Archiv Produktion
- Oratorio di Natale, Schreier/Donath/Lipovsek/Holl - 1987 Philips
- Oratorio di Natale, Biller/GOL/Schlick/Pregardien - 1998 Philips
- Oratorio di Natale, Münchinger/Ameling/Watts/Pears - 1997 Decca
- Oratorio di Natale (Live, Gewandhaus Lipsia, gennaio 2010) - Chailly/GOL/Coro Camera Dresda, Decca
- Weihnachtsoratorium, Concentus Musicus Wien/Nikolaus Harnoncourt, 1973 Teldec